# Міжнародний конгрес з маркшейдерської справи
Міжнародний конгрес з маркшейдерської справи (англ. International Congress for Mine Surveying) – М.к.м.с. скликається один раз на 3 роки для обміну досвідом у галузі маркшейдерської справи, вироблення й прийняття рішень, планування роботи на майбутнє. Під час роботи конгресу організуються міжнародні виставки сучасних маркшейдерсько-геодезичних приладів та інструментів, технологій ведення маркшейдерських робіт, досягнень в маркшейдерії та суміжних галузях, проводяться технічні екскурсії для ознайомлення з науковими закладами і промисловими підприємствами країни –організатора конгресу. На М.к.м.с. на наступні 3 роки обирається новий президент ISM і два віце-президенти. Президентом стає представник країни, в якій відбудеться конгрес через 3 роки, а віце-президентами – президент-представник країни, де конгрес щойно закінчився і представник країни, в якій планується проведення конгресу через 6 років. Дані про М.к.м.с. наведені в таблиці. 
| Конгрес | Рік  | Місце проведення            | Кількість учасників | Кількість країн | Кількість доповідей |
| 1       | 1969 | Прага (Чехословаччина)      | 450                 | 19              | 53                  |
| 2       | 1972 | Будапешт (Угорщина)         | 400                 | 22              | 92                  |
| 3       | 1976 | Леобен (Австрія)            | 370                 | 24              | 114                 |
| 4       | 1979 | Аахен (ФРН)                 | 400                 | 25              | 75                  |
| 5       | 1982 | Варна (Болгарія)            | 634                 | 23              | 198                 |
| 6       | 1985 | Гаррогейт (Велика Британія) | 360                 | 24              | 91                  |
| 7       | 1988 | Ленінград (СРСР)            | 1325                | 29              | 262                 |
| 8       | 1991 | Лексінгтон (США)            | 475                 | 23              | 116                 |
| 9       | 1994 | Прага (Чехія)               | 378                 | 27              | 116                 |
| 10      | 1997 | Фрімантл (Австралія)        | 341                 | 31              | 123                 |
| 11      | 2000 | Краків (Польща)             | 350                 | 25              | 129                 |
| 12      | 2004 | Фусінь, Пекін (Китай)       | 216                 | 24              | 121                 |
| 13      | 2007 | Будапешт (Угорщина)         |                     |                 |                     |
| 14      | 2010 | Сан-Сіті (ПАР)              |                     |                 |                     |
| 15      | 2013 | Аахен (Німеччина)           |                     |                 |                     |
| 16      | 2016 | Брисбен (Австралія)         |                     |                 |                     |
| 17      | 2019 | Іркутськ (РФ)               |                     |                 |                     |
| 18      | 2023 | Сюйчжоу (Китай)             |                     |                 |                     |

Починаючи з 1985 р., за рішенням президії ISM, при проведенні конгресів повинні змінюватись континенти місць їх проведення. Раніше запланований на 2003 р. конгрес в Китаї не відбувся через масові захворювання атипічною пневмонією в цій країні. Рішенням 31-го засідання президії ISM в м. Мішкольц (Угорщина) конгрес було перенесено на вересень 2004 р. в Китай, де він і відбувся. Згідно з його рішенням вперше в Україні (Донецьк – Ялта) у вересні 2005 р. відбулось 33-є засідання президії ISM, на якому було представлено 16 країн, а 5 – делегували свої повноваження для голосування. На цьому засіданні країни наступних міжнародних конгресів ISM було сплановано так: 2007 р. – Угорщина, 2010 р. – Південна Африка, 2013 р. – Німеччина, 2016 р. – Україна.